# بزگونی (توفان بی‌لی)
بزگونی (به ترکی استانبولی: Bozgüney) یک منطقهٔ مسکونی در ترکیه است که در توفانبیلی واقع شده‌است. بزگونی ۱٬۱۲۰ نفر جمعیت دارد و ۱٬۵۰۰ متر بالاتر از سطح دریا واقع شده‌است.